# Chaminade University of Honolulu
Die Chaminade University of Honolulu ist eine private Universität in Honolulu im US-Bundesstaat Hawaii. Träger ist die Gesellschaft Mariä der Römisch-Katholischen Kirche.

## Geschichte und Leitbild
Die Hochschule wurde im Jahre 1955 gegründet, um der katholischen Bevölkerung auf Hawaii die Möglichkeit einer religiösen Bildung und Erziehung zu bieten. Sie ist nach dem französischen Priester Guillaume-Joseph Chaminade benannt, dem Gründer der Gesellschaft Mariä. Die Hochschule trug zunächst den Namen Saint Louis Junior College, ab 1957 Chaminade College und ab 1977 den heutigen Namen Chaminade University of Honolulu, nachdem die Graduate School eingeführt wurde.
Die Universität nimmt heute auch nicht-christliche Studenten auf, praktiziert aber weiterhin ihr Fünf-Punkte-Programm, welches sich von den Prinzipien der Gesellschaft Mariä ableitet:
- Erziehung zum Vertrauen in Gott
- Angebot einer ausgezeichneten Bildung
- Erziehung zum Familiensinn
- Erziehung zur Leistungsbereitschaft, Gerechtigkeit und Friedfertigkeit
- Erziehung zur Bereitschaft zur Veränderung

Ihr Motto lautet Vita En Verbo („Lebe in der Welt“).

## Studienangebot
Die Universität bietet 23 Bachelor-Studiengänge und 5 Master-Studiengänge an. Zur Auswahl stehen folgende Fachbereiche:
- Biologie
- Wirtschaftswissenschaften
- Rechtswissenschaften
- Erziehungswissenschaften
- Forensik
- Innenarchitektur
- Gesundheits- und Krankenpflege
- Theologie

## Ausstattung
Die Universität bietet folgende Räumlichkeiten:
| - Auditorium maximum - Hörsäle - Labore - Labore für die Forensik - Studiensekretariat - Center für Gesundheits- und Krankenpflege - Center für Geschichte | - Sullivan Family Library (Bibliothek) mit 70.000 Büchern - Studentenwohnheim - Cafeteria - Café - Fitnesscenter - Theater | - Computerräume - Wetterwarte - Konferenzräume - Kapelle |

## Studiengebühren
Die Studiengebühren betragen für Bachelor-Studenten je nach Fakultät $24.544 – $30.514 und für Master-Studenten $18.720 – $21.840 pro Studienjahr (Stand 2017).

## Bekannte Absolventen
- Arne Alig (1968–2008), deutscher Basketballspieler und -trainer
- Frank Baum (* 1970), deutscher Basketballspieler
- Matt Morgan (* 1976), US-amerikanischer Wrestler[4][5]
- Grant Dressler (* 1997), US-amerikanischer Basketballspieler